# ね〜え?
「ね〜え?」は、松浦亜弥の9枚目のシングル。2003年3月12日に発売された。

## 概要
「ね〜え?」という言い方は実生活でも使っており、『速報!歌の大辞テン』に出演した際、親に醤油をねだる時に「ね〜え?お醤油送って」と言うことをコメントしていた。
2002年の「♡桃色片想い♡」に続いて、エフティ資生堂「ティセラ」のCMソングに起用。今作も同様に、製品とのコラボレーションが成されている。

## 収録曲
全作詞・作曲：つんく
1. ね〜え? [3:31]
編曲：小西康陽
2. 女の友情問題 [3:50]
編曲：鈴木俊介
3. ね〜え? (Instrumental) [3:28]

## 参加ミュージシャン
ね〜え?
- プログラミング：坂元俊介
- ギター：窪田晴男
- コーラス：松浦亜弥・つんく

女の友情問題
- ギター&プログラミング：鈴木俊介
- ドラム&スプーン&タンバリン：佐野康夫
- バンジョー：有田純弘
- ベース：スティング宮本
- コーラス：松浦亜弥・JP'S

## カバー
ね〜え？
- 星井美希（長谷川明子） - アルバム『THE IDOLM@STER ANIM@TION MASTER 生っすかSPECIAL 01』（2012年8月15日発売）に収録。
- 周防パトラ - アルバム『IMAGINATION vol.3』（配信：2020年10月24日、CD：2020年12月23日発売）に収録。